# Massacre de Porzûs
 (mai 2018).

Le massacre de Porzûs (en italien, Eccidio di Porzûs) est un épisode de la résistance italienne vers la fin de la Seconde Guerre mondiale survenu le 7 février 1945. Il s'agit du procès et de l'exécution de 17 partisans de la Brigata Osoppo, une formation d'inspiration catholique, par des partisans communistes des Gruppi di Azione Patriottica. Cet évènement est toujours l'objet d'études et de controverses en Italie.

## Histoire
Le 7 février 1945, un groupe de partisans communistes appartenant aux Gruppi di azione patriottica (GAP), conduit par Mario Toffanin (nom de guerre Giacca), un homme accusé de vol en 1940, se rend au quartier général de la Brigade de l'Est de la division partisane Osoppo, près des alpages (malghe) de Porzûs, dans la commune de Faedis, Frioul oriental, avec l'intention d'arrêter et d'exécuter ses membres.
Toffanin accuse la brigade Osoppo de gêner la collaboration avec les partisans yougoslaves conduits par Josip Broz Tito, de n'avoir pas distribué aux autres partisans les armes envoyées par les Alliés et, surtout, d'avoir eu des contacts avec l'armée du gouvernement fasciste, en particulier la Xe Flottiglia MAS et le régiment alpin Tagliamento, afin d'éviter l'annexion du Frioul-Vénétie Julienne et de l'Istrie à la Yougoslavie après l'effondrement de l'Allemagne. Il n'aurait pas eu de preuve concrète pour les accusations de collaboration. Selon les directives du commandement général du Corpo volontari della libertà del Nord Italia, émises en octobre 1944, toute collaboration avec l'armée de la République de Salò (l'État fantoche mis en place par les Allemands en Italie du Nord) est considérée comme une trahison, et donc punie de la peine de mort devant un peloton d'exécution.
Par ailleurs, la brigade Osoppo donne asile à Elda Turchetti, une jeune femme classée par la BBC comme espionne allemande. La jeune femme avait été livrée à Osoppo par Giacca afin de la juger et de la mettre à mort. Néanmoins, elle est jugée non coupable. De fait, la radio BBC n'aurait pas été toujours fiable quant à ce genre d'informations en raison de la désinformation menée par les services secrets allemands.
Parmi eux se trouvait Guido Pasolini, le frère de Pier Paolo Pasolini. Obligé de creuser sa tombe, il réussit à s'échapper mais est rattrapé et exécuté.

## Source
- (en) Cet article est partiellement ou en totalité issu de l’article de Wikipédia en anglais intitulé « Porzûs massacre » (voir la liste des auteurs).